# 出前館
出前館（でまえかん、Demae-can）は、日本の宅配ポータルサイト。LINE株式会社の持分法適用会社である株式会社出前館が運営する。全国47都道府県に展開する国内最大級のデリバリーサービス。

## 概要
ピザ・弁当・中華・寿司・洋食・酒・ネットスーパーなど60,000店舗以上の出前サービス店舗、 配達網をもたない店舗から、メニューや“現時点でのお届けまでの待ち時間”等の情報を見て注文をすることができる。2020年時点でのアクティブユーザー数は約392万人 で、年間3,707万件以上の出前が行われている。国内最大級のフードデリバリーポータルサイト。
現在はアプリによる業務委託で個人事業主を中心とした配達をしている。
配達員はバイク、軽貨物車両、自転車で配達をしている。

## 沿革
- 1999年（平成11年）9月 - 花蜜伸行が、映画『ザ・インターネット』の1シーンを参考に、大阪府大阪市住之江区にて夢の街創造委員会株式会社を創業。
- 2000年（平成12年）10月 - 「出前館」サービス本格開始。
- 2002年（平成14年）1月 - 中村利江が代表取締役社長に就任。[6]
- 2004年（平成16年）7月 - 「モバイル出前館」スタート。
- 2005年（平成17年）7月 - ヤフー株式会社のポータルサイト「Yahoo! JAPAN」にて「Yahoo!出前注文サービス」開始。
- 2006年（平成18年）
  - 6月 - 大阪証券取引所ヘラクレスに株式上場。
  - 7月 - 電話オペレーターが注文代行を行なう「宅配ホットライン」開始。
- 2007年（平成19年）
  - 1月 - 「モバイル駆けつけ館」スタート。
  - 10月 - 大阪市と官民協働サイト「駆けつけ館（大阪市版）」を開始。
  - 11月 - 「Yahoo!ケータイ」向け新サービス「Yahoo!出前」でYahoo! JAPANと協業開始。
- 2008年（平成20年）
  - 3月 - アスクルに「出前館」コンテンツの提供開始。
  - 6月 - 出前館「ポイント利用お買い物サービス」開始。
  - 11月 - 日本初となる漫画を即日宅配―「出前館」に新ジャンル「漫画」が登場―。
- 2009年（平成21年）
  - 5月 - Wiiの「出前チャンネル」サービス開始（2017年（平成29年）2月終了）。
  - 6月 - カルチュア・コンビニエンス・クラブ株式会社と「TSUTAYA×出前館」開始（2017年（平成29年）1月終了）。
  - 10月9日 - カルチュア・コンビニエンス・クラブ Executive Vice President の山地浩が代表取締役就任。中村利江が代表取締役会長に就任。[7]
- 2010年（平成22年）
  - 7月9日 - 葭田徹が代表取締役就任。[8]
  - 12月 - iPhoneアプリケーション「出前館App」 リリース。
- 2011年（平成23年）
  - 8月
    - アクトビラと連携した「アクトビラ出前」サービス開始。
    - Android専用アプリ「出前館」をオープン。
    - 「駆けつけ館」のサービスを終了。

  - 11月25日 - 中村利江が代表取締役会長から代表権のない取締役会長に異動。[9]
- 2012年（平成24年）
  - 1月 - 夢創会（北京）商務諮詢有限公司がデリバリーサイト「得利好（Deli-hao）」をオープン。
  - 6月 - 「お取り寄せ」のサービスを開始。
  - 8月10日 - 中村利江が代表権のない取締役会長から代表取締役会長に異動。[10]
  - 11月27日 - 中村利江が代表取締役会長を退任予定だったが[11]、葭田徹が代表取締役社長を退任し、中村利江が代表取締役社長に就任[12]。
- 2013年（平成25年） 
  - 1月 - サービス連携「マチコエ×出前館」を開始。
  - 2月 - 「お取り寄せ」のサービスを終了。
  - 5月
    - 全国の出前男子（デリメン）をクローズアップする「デリメングランプリ」開催。
    - Yahoo! JAPANの「Yahoo!ロコ」と更なるサービス連携スタート。

  - 8月 - Wii Uのサービスを開始。
  - 10月
    - 日別オーダー数の創業以来過去最高記録を更新。
    - Android「出前館」アプリ をフルリニューアル。

  - 11月 - 「会議室コンシェルジュ×出前館」サービス連携開始。
  - 12月
    - 韓国版出前館「DeliDeli」サービス開始。
    - 「くるめし弁当関西版」サービス開始。
    - iPhone「出前館 」アプリ リニューアル。
- 2014年（平成26年） 
  - 1月 - シニア向けサービス参入に向けて始動。
  - 2月 - 出前館『深夜デリバリーサービス』 スタート。
  - 4月
    - 訪問型リラクゼーションサービス「ベアハグ出前館」サービス開始。
    - 全国の出前男子（デリメン）をクローズアップする「第2回デリメングランプリ」開催。
    - NTTドコモが提供する出前・フード宅配サービス「dデリバリー」のサービス運用契約と支援業務受託契約を締結。

  - 5月 - 貸会議室のティーケーピーと業務提携し、「TKP出前館」サービス開始。
  - 6月 - シニア・一人暮らし向けサービス「おひとりさま便」 新宿にてテスト開始。
  - 11月 - 1名分のお食事をお届けする「おひとりさま便」の iPhoneアプリ、Androidアプリ 提供開始。
- 2015年（平成27年）5月 - Amazon.co.jpとの会員情報、決済機能連携サービスを導入。
- 2016年（平成28年）
  - 8月 - デリバリー機能を持たない店舗でも「出前館」が連携した配達網をシェアすることによりデリバリーが可能になるサービス『シェアリングデリバリー』を開始。
  - 10月14日 - 社長の中村利江の会社である有限会社キトプランニングが保有する全株式と一村哲也の株の大半、合計22.03%の株をLINE株式会社に売却し、LINEが筆頭株主となった。[13]
  - 12月15日 - 朝日新聞社と資本業務提携。5.2%の株式を取得。[14]
- 2018年（平成30年）6月 - 「インキュベーションキッチンTMプロジェクト」第一弾 「出前館」、黒毛和牛焼肉店「うしくろ」の "店舗を持たないフードデリバリー専門店"の起業をサポート。
- 2019年（平成31年/令和元年）
  - 1月 - スポーツやさまざまなイベント時、客席迄食事を配達するサービス、アリーナデリバリーTMを 「B.LEAGUE ALL-STAR GAME 2019」に初開催。
  - 9月 - 加盟店が20,000店舗を突破。
  - 11月28日 - 商号を「株式会社出前館」に変更。[15]
  - 年末 - システムを順次Amazon Web Services（AWS）に移行[16]。
- 2020年（令和2年） 
  - 3月26日 - 筆頭株主だったLINEと資本・業務提携を結んだ事を発表[17]。これにより株式保有比率は、LINEが35.87%、LINEの親会社である韓国のネイバーが設立した未来fundが25.05%となる。出資比率は合わせて6割を超え、実質的に子会社化した[18]。
  - 6月12日 - 臨時株主総会を経て、中村利江が代表取締役社長から代表取締役会長に異動し、LINEでデリバリー部門を担当していた藤井英雄が代表取締役社長に就任[19]。
  - 11月26日 - 株主総会を経て代表取締役会長の中村利江が退任。[20]
  - 12月
    - LINEデリマと統合[21]。
    - 加盟店が45,000店舗を突破。
- 2021年（令和3年）
  - 1月 - ヤフー、アスクル、出前館のZホールディングスグループ3社による日用品のクイックコマース「Yahoo!マート by ASKUL(Yahoo!マート)」を開始[22]。本店を大阪市中央区久太郎町三丁目6番8号から現在地に移転。
  - 3月 - 加盟店が60,000店舗を突破。
- 2022年（令和4年）7月22日 - 米ゴールドマン・サックスは出前館の株式保有割合が5％を超えたと報告した[23][24]。

## サービス

### シェアリングデリバリー
配達機能を持たない店舗でも、「出前館」に加盟する複数店舗で、「出前館」が連携した配達機能をシェアすることにより出前が可能になるサービス。2017年（平成29年）より本格的に開始した。2022年12月現在、47都道府県の全配達可能エリアにてシェアリングデリバリーの整備が整っている。

### アリーナデリバリー
スポーツの試合会場（アリーナ）の客席から「出前館」を使ってデリバリーフードが注文でき、客席まで届くサービス。2019年（平成31年）1月、「B.LEAGUE ALL-STAR GAME 2019」を皮切りに格闘技イベントRIZIN FIGHTING FEDERATIONや、Bリーグ、Eスポーツの会場などで実施している。

## テレビ番組
- 日経スペシャル カンブリア宮殿 コロナショックに負けない！ 外食不況を救う「出前改革」（2020年4月30日、テレビ東京）[26]

## CMキャラクター
- 石田純一（2009年）
- 篠原ゆき子（2009年）
- 浜田雅功（2019年12月 - 2021年11月　2023年12月 - ）
- 生見愛瑠（2020年12月 - 2023年12月）
- 井戸田潤（2021年）
- HIKAKIN（2021年11月 - 2023年）
- はじめしゃちょー（2021年11月 - 2023年）

## 仕入館
2014年（平成26年） 4月スタート、出前館の加盟店や全国の飲食店向けに食品、容器など飲食店に必要なものを仕入れできるECサイト。